# Манули (Латина)
Манули је насеље у Италији у округу Латина, региону Лацио.
Према процени из 2011. у насељу је живело 85 становника. Насеље се налази на надморској висини од 8 м.